# Karl Berchtold
Karl Christian Berchtold (* 17. Januar 1869 in München; † 31. Januar 1942 ebd.) war ein deutscher Jurist.

## Leben und Tätigkeit
Berchtold war Spross einer berühmten Münchener Juristenfamilie.
Nach dem Schulbesuch studierte Berchtold Rechtswissenschaften. Während des Studiums war er Mitglied der Corps Makaria München und Schacht. Er gilt für diese Zeit als Gründer des Süddeutschen Kartells.
Als Anwalt wurde Berchtold nach dem Abschluss seiner Ausbildung unter der Bezeichnung Karl Berchtold II bei den Landgerichten München I und II sowie beim Oberlandesgericht München zugelassen. In späteren Jahren führte er den Titel eines Justizrates.
Berchtolds Kanzlei befand sich in der Sonnenstraße 5/l in München. Zu seinen prominenten Klienten gehörte unter anderem der Freiherr von Wendland und der Chef der SA Ernst Röhm, den er 1932 in einem Prozess gegen Erhard Auer und Edmund Goldschagg, den Hauptschriftleiter und den verantwortlichen Redakteur der Münchener Post, wegen der Verbreitung von Briefen, aus denen Röhms Homosexualität hervorging, vertrat.
Als Jurist brachte Berchtold es früh zu großem Wohlstand. 1907 ließ er auf einem 1906 von ihm erworbenen Grundstück von den Architekten Libergesell und Lehmann das als „Pfauenvilla“ bekannt gewordene Landhaus am Starnberger See. Dieses war die größte Villa innerhalb des Bernrieder Ortsgebiet. Heute ist sie als Post-Villa bekannt.
Neben seiner Tätigkeit als Jurist gehörte Berchtold verschiedenen Wirtschaftsgremien an: Vor dem Ersten Weltkrieg ist er als Vorsitzender des Kreisverbandes Oberbayerischer Landbrauerei-Vereine in München nachweisbar. In den 1920er Jahren war Vorsitzender des Aufsichtsrates de Münchener Pappe- und Papierverarbeitungswerk A.G.
1939 gab Berchtold seine Zulassung als Rechtsanwalt auf.

## Ehe und Familie
Berchtold war zweimal verheiratet. Seine erste Ehe mit Johanna Fahrig (* 17. September 1876 in Erlangen), der Tochter eines Glasfabrikanten, wurde 1907 geschieden. Die zweite Ehe mit Pauline Emma Sophie Kühner (* 4. November 1874 in Gräfenthal) wurde am 15. März 1908 geschlossen.
Aus Berchtold erster Ehe gingen vier Kinder hervor, darunter der Sohn Karl „Karo“ Berchtold (* 19. Juni 1898 in Weilheim), der ebenfalls Rechtsanwalt wurde, sowie der durch seine Schlüsselrolle bei mehreren Fememorden bekannt gewordene Hermann Berchtold (* 1899). Seine beiden Söhne und seine zweite Ehefrau wurden Mitglieder der NSDAP.